# Malik Tillman
Malik Leon Tillman (Norimberga, 28 maggio 2002) è un calciatore statunitense con cittadinanza tedesca, centrocampista o attaccante del Bayer Leverkusen e della nazionale statunitense.

## Biografia
Tillman è nato in Germania da padre statunitense e madre tedesca.
Suo fratello Timothy è anch'egli il calciatore.

## Caratteristiche tecniche
È un trequartista destro che all'occorrenza può fare la prima punta e svariare su tutti i ruoli dell'attacco. Abile tecnicamente e a servire assist per i compagni.
Nel 2019 viene inserito nella lista Next Generation tra i migliori 60 talenti della sua generazione,stilata da The Guardian.

## Carriera

### Club

#### Bayern Monaco e prestito ai Rangers
Cresciuto nel settore giovanile del Bayern Monaco, debutta in prima squadra il 25 agosto 2021 in occasione dell'incontro di DFB-Pokal vinto 12-0 contro il Bremer.
Il 15 luglio 2022 viene ceduto in prestito annuale agli scozzesi dei Rangers. Gioca una stagione positiva segnando 12 goal e 5 assist in tutte le competizioni.

#### PSV
Il 10 agosto 2023 rinnova il suo contratto con i bavaresi e, contestualmente, viene ceduto in prestito per una stagione al PSV. Trova spazio da titolare diventando un protagonista nella stagione del club olandese che vince l'Eredivisie, segnando 9 goal e 11 assist in campionato. Il 10 maggio 2024 il club olandese annuncia il suo riscatto a titolo definitivo dai bavaresi, facendogli sottoscrivere un nuovo contratto fino al 30 giugno 2028. La stagione successiva si riconferma campione d'Olanda mettendo a referto 12 goal in 26 partite.
Bayer Leverkusen
Il 12 luglio 2025 ritorna in Germania firmando per il Bayer Leverkusen un contratto valido fino al 2030.

### Nazionale
Dopo aver rappresentato le varie nazionali giovanili tedesche, nel 2022 accetta la convocazione da parte degli Stati Uniti, con la quale debutta il 1º giugno 2022, nell'amichevole vinta per 3-0 contro il Marocco.
Il 5 giugno 2025 viene inserito nella lista dei convocati per la Gold Cup; dieci giorni dopo esordisce nella competizione nel successo per 5-0 ai gironi contro Trinidad e Tobago, in cui va a segno per la prima volta con la selezione statunitense realizzando una doppietta. Sempre nella fase a gironi va nuovamente a segno nel successo per 2-1 contro Haiti.

## Statistiche

### Presenze e reti nei club
Statistiche aggiornate al 19 gennaio 2025.
| Stagione                | Squadra                 | Campionato              | Campionato | Campionato | Coppe nazionali | Coppe nazionali | Coppe nazionali | Coppe continentali | Coppe continentali | Coppe continentali | Altre coppe | Altre coppe | Altre coppe | Totale | Totale |
| Stagione                | Squadra                 | Comp                    | Pres       | Reti       | Comp            | Pres            | Reti            | Comp               | Pres               | Reti               | Comp        | Pres        | Reti        | Pres   | Reti   |
| ----------------------- | ----------------------- | ----------------------- | ---------- | ---------- | --------------- | --------------- | --------------- | ------------------ | ------------------ | ------------------ | ----------- | ----------- | ----------- | ------ | ------ |
| 2019-2020               | Bayern Monaco II        | 3L                      | 8          | 5          | -               | -               | -               | -                  | -                  | -                  | -           | -           | -           | 8      | 5      |
| 2020-2021               | Bayern Monaco II        | 3L                      | 2          | 0          | -               | -               | -               | -                  | -                  | -                  | -           | -           | -           | 2      | 0      |
| 2021-2022               | Bayern Monaco II        | RL                      | 8          | 2          | -               | -               | -               | -                  | -                  | -                  | -           | -           | -           | 8      | 2      |
| Totale Bayern Monaco II | Totale Bayern Monaco II | Totale Bayern Monaco II | 18         | 7          |                 | -               | -               |                    | -                  | -                  |             | -           | -           | 18     | 7      |
| 2021-2022               | Bayern Monaco           | BL                      | 4          | 0          | CG              | 1               | 0               | UCL                | 2                  | 0                  | -           | -           | -           | 7      | 0      |
| 2022-2023               | Rangers                 | SP                      | 28         | 10         | SC+CdL          | 3+3             | 1+0             | UCL                | 9                  | 1                  | -           | -           | -           | 43     | 12     |
| 2023-2024               | PSV                     | ED                      | 28         | 9          | CO              | 2               | 0               | UCL                | 9                  | 0                  | SO          | -           | -           | 39     | 9      |
| 2024-2025               | PSV                     | ED                      | 26         | 12         | CO              | 1               | 1               | UCL                | 6                  | 3                  | SO          | 1           | 0           | 34     | 16     |
| Totale PSV              | Totale PSV              | Totale PSV              | 54         | 21         |                 | 3               | 1               |                    | 15                 | 3                  |             | 1           | 0           | 73     | 25     |
| 2025-2026               | Bayer Leverkusen        | BL                      | -          | -          | CG              | -               | -               | UCL                | -                  | -                  | -           | -           | -           | -      | -      |
| Totale carriera         | Totale carriera         | Totale carriera         | 104        | 38         |                 | 10              | 2               |                    | 26                 | 4                  |             | 1           | 0           | 151    | 44     |

### Cronologia presenze e reti in nazionale
| Cronologia completa delle presenze e delle reti in nazionale ― Stati Uniti | Cronologia completa delle presenze e delle reti in nazionale ― Stati Uniti | Cronologia completa delle presenze e delle reti in nazionale ― Stati Uniti | Cronologia completa delle presenze e delle reti in nazionale ― Stati Uniti | Cronologia completa delle presenze e delle reti in nazionale ― Stati Uniti | Cronologia completa delle presenze e delle reti in nazionale ― Stati Uniti | Cronologia completa delle presenze e delle reti in nazionale ― Stati Uniti | Cronologia completa delle presenze e delle reti in nazionale ― Stati Uniti |
| Data                                                                       | Città                                                                      | In casa                                                                    | Risultato                                                                  | Ospiti                                                                     | Competizione                                                               | Reti                                                                       | Note                                                                       |
| -------------------------------------------------------------------------- | -------------------------------------------------------------------------- | -------------------------------------------------------------------------- | -------------------------------------------------------------------------- | -------------------------------------------------------------------------- | -------------------------------------------------------------------------- | -------------------------------------------------------------------------- | -------------------------------------------------------------------------- |
| 2-6-2022                                                                   | Cincinnati                                                                 | Stati Uniti                                                                | 3 – 0                                                                      | Marocco                                                                    | Amichevole                                                                 | -                                                                          | 65’                                                                        |
| 11-6-2022                                                                  | Austin                                                                     | Stati Uniti                                                                | 5 – 0                                                                      | Grenada                                                                    | CONCACAF Nations League 2022-2023 - 1º turno                               | -                                                                          | 46’                                                                        |
| 23-9-2022                                                                  | Düsseldorf                                                                 | Giappone                                                                   | 2 – 0                                                                      | Stati Uniti                                                                | Amichevole                                                                 | -                                                                          | 67’                                                                        |
| 27-9-2022                                                                  | Murcia                                                                     | Arabia Saudita                                                             | 0 – 0                                                                      | Stati Uniti                                                                | Amichevole                                                                 | -                                                                          | 76’                                                                        |
| 9-9-2023                                                                   | Saint Louis                                                                | Stati Uniti                                                                | 3 – 0                                                                      | Uzbekistan                                                                 | Amichevole                                                                 | -                                                                          | 82’                                                                        |
| 12-9-2023                                                                  | Saint Paul                                                                 | Stati Uniti                                                                | 4 – 0                                                                      | Oman                                                                       | Amichevole                                                                 | -                                                                          | 71’                                                                        |
| 16-11-2023                                                                 | Austin                                                                     | Stati Uniti                                                                | 3 – 0                                                                      | Trinidad e Tobago                                                          | CONCACAF Nations League 2023-2024 - Quarti di finale                       | -                                                                          | 66’                                                                        |
| 21-11-2023                                                                 | Port of Spain                                                              | Trinidad e Tobago                                                          | 2 – 1                                                                      | Stati Uniti                                                                | CONCACAF Nations League 2023-2024 - Quarti di finale                       | -                                                                          | 65’                                                                        |
| 21-3-2024                                                                  | Arlington                                                                  | Stati Uniti                                                                | 3 – 1 dts                                                                  | Giamaica                                                                   | CONCACAF Nations League 2023-2024 - Semifinale                             | -                                                                          | 46’                                                                        |
| 24-3-2024                                                                  | Arlington                                                                  | Stati Uniti                                                                | 2 – 0                                                                      | Messico                                                                    | CONCACAF Nations League 2023-2024 - Finale                                 | -                                                                          | 90+2’                                                                      |
| 8-6-2024                                                                   | Landover                                                                   | Stati Uniti                                                                | 1 – 5                                                                      | Colombia                                                                   | Amichevole                                                                 | -                                                                          | 62’                                                                        |
| 1-7-2024                                                                   | Kansas City                                                                | Stati Uniti                                                                | 0 – 1                                                                      | Uruguay                                                                    | Coppa America 2024 - 1º turno                                              | -                                                                          | 89’                                                                        |
| 7-9-2024                                                                   | Kansas City                                                                | Stati Uniti                                                                | 1 – 2                                                                      | Canada                                                                     | Amichevole                                                                 | -                                                                          | 62’                                                                        |
| 10-9-2024                                                                  | Cincinnati                                                                 | Stati Uniti                                                                | 1 – 1                                                                      | Nuova Zelanda                                                              | Amichevole                                                                 | -                                                                          | 66’                                                                        |
| 12-10-2024                                                                 | Austin                                                                     | Stati Uniti                                                                | 2 – 0                                                                      | Panama                                                                     | Amichevole                                                                 | -                                                                          | 78’                                                                        |
| 15-10-2024                                                                 | Guadalajara                                                                | Messico                                                                    | 2 – 0                                                                      | Stati Uniti                                                                | Amichevole                                                                 | -                                                                          | 63’                                                                        |
| 14-11-2024                                                                 | Kingston                                                                   | Giamaica                                                                   | 0 – 1                                                                      | Stati Uniti                                                                | CONCACAF Nations League 2024-2025 - Quarti di finale                       | -                                                                          | 21’                                                                        |
| 7-6-2025                                                                   | East Hartford                                                              | Stati Uniti                                                                | 1 – 2                                                                      | Turchia                                                                    | Amichevole                                                                 | -                                                                          |                                                                            |
| 10-6-2025                                                                  | Nashville                                                                  | Stati Uniti                                                                | 0 – 4                                                                      | Svizzera                                                                   | Amichevole                                                                 | -                                                                          | 46’                                                                        |
| 15-6-2025                                                                  | San Jose                                                                   | Stati Uniti                                                                | 5 – 0                                                                      | Trinidad e Tobago                                                          | Gold Cup 2025 - 1º turno                                                   | 2                                                                          |                                                                            |
| 19-6-2025                                                                  | Austin                                                                     | Arabia Saudita                                                             | 0 – 1                                                                      | Stati Uniti                                                                | Gold Cup 2025 - 1º turno                                                   | -                                                                          |                                                                            |
| 22-6-2025                                                                  | Arlington                                                                  | Stati Uniti                                                                | 2 – 1                                                                      | Haiti                                                                      | Gold Cup 2025 - 1° turno                                                   | 1                                                                          |                                                                            |
| 29-6-2025                                                                  | Minneapolis                                                                | Stati Uniti                                                                | 2 – 2 (4 – 3 dtr)                                                          | Costa Rica                                                                 | Gold Cup 2025 - Quarti di finale                                           | -                                                                          |                                                                            |
| 2-7-2025                                                                   | St. Louis                                                                  | Stati Uniti                                                                | 2 – 1                                                                      | Guatemala                                                                  | Gold Cup 2025 - Semifinale                                                 | -                                                                          |                                                                            |
| 6-7-2025                                                                   | Houston                                                                    | Stati Uniti                                                                | 1 – 2                                                                      | Messico                                                                    | Gold Cup 2025 - Finale                                                     | -                                                                          |                                                                            |
| Totale                                                                     |                                                                            | Presenze                                                                   | 25                                                                         |                                                                            | Reti                                                                       | 3                                                                          |                                                                            |

## Palmarès

### Club

#### Competizioni nazionali
- 3. Liga: 1

Bayern Monaco II: 2019-2020
- Supercoppa di Germania: 1

Bayern Monaco: 2021
- Campionato tedesco: 1

Bayern Monaco: 2021-2022
- Campionato olandese: 2

PSV: 2023-2024, 2024-2025

#### Competizioni internazionali
- Supercoppa UEFA: 1

Bayern Monaco: 2020
- Coppa del mondo per club: 1

Bayern Monaco: 2020

### Nazionale
- CONCACAF Nations League: 1

2023-2024